# 市政建制
市政建制（英語：Municipal corporation），或稱市政法人，是公共行政体系中一种地方政府组织形式，指通过法定程序将特定区域居民整合形成的法人团体。作为国家为辅助民事治理而创设的公共组织，市政建制被赋予有限的从属性立法权，旨在对所在社区的内部事务进行管理和规范，以实现公共利益和社会治理的目标。市政建制的形式可以指（但不限於）城市、縣、鎮、鄉、憲章鄉、村莊和市鎮。
从法律性质上看，市政建制既具有公法人属性，也在某些方面表现出类似私法人的特征。尤其是在财产管理和商业活动方面，市政建制与私人企业在法律原则上的适用具有一定的相似性。例如，当市政机构管理不动产、出租公共设施或者经营公营企业时，其法律责任和义务在对待私人主体时与普通企业并无太大区别。然而，市政建制的本质依然是公共法人，它是国家基于公共利益为宗旨设立的，完全依赖于立法机关的授权和监督。无论其设立是否经过当地居民的同意，从法律角度而言，它并非一种契约性的存在，而是一种行政权力的延伸，其存在和权力随时可以根据国家利益进行调整、限制或者转移。
在行政架构中，市政建制与其他为治理需要设立的其他地方机构（无论是否具有法人资格）有着紧密的联系。为满足人口稠密地区的特殊需求，市政建制有可能是附加在县或乡镇之上的一层行政结构，往往需要承担与之相同或替代性的行政职责。在某些情况下，市政建制与这些下级行政单位共同承担管理职能，甚至可能取而代之，成为主要的地方治理机构。其根本差异在于，市政建制被授予了一定的地方立法权限，能够制定在对其管辖地域内个人或组织具有普遍约束力的市政条例。这种立法权赋予了地方居民在一定范围内的自我管理能力，使得市政建制不仅仅是国家行政体系的延伸，更是地方自治的重要体现。

## 市政建制的功能
在功能上，市政建制是城市和城镇治理的核心机构，通过协作与务实治理解决地方公共行政问题，其核心职能可分为强制性义务（Obligatory）与裁量性服务（Discretionary）两大公共服务范畴。
强制性职能是维持城市基础运转的法定责任，市政建制承担着一系列与民生密切相关的基本公共服务。例如，供水服务是其最基本的职责之一。市政机构负责规划、建设并维护供水设施，确保居民能够获得安全、干净的饮用水。此外，污水处理和公共卫生管理同样是核心职能。市政建制通过建设下水道系统、污水处理厂以及组织垃圾清运，保障城市的环境卫生。同时，它还通过建立医院、诊所和防疫体系，积极预防传染病的爆发，维护公共健康。道路交通亦是另一项不可或缺的职能，市政机构负责道路、街道、桥梁的建设与维护，为市民提供便利和安全的出行环境。与此同时，市政建制还承担着人口登记的法律职责，通过准确记录出生和死亡资料，为政府的各项社会管理政策研究和分析提供基础数据。
除了上述法定职能，市政建制还根据地方需要开展多种裁量性的公共服务项目。这些职能虽非强制性，但对提升居民生活品质具有重要作用。教育服务便是其中之一，许多市政机构会为适龄儿童提供基础教育或托儿服务，以及适合其他人士需要的职业培训、成人教育和高等教育机构。公共交通亦是城市运作的重要支柱之一，许多市政当局会直接营运公共交通系统，同时对出租车、網約車等交通工具进行规范。此外，城市绿化与提供休闲设施也是市政建制的重要任务，通过兴建和维护公园、运动场和动物园等设施，不仅改善了城市的生态环境，也使市民的生活更为丰富。